# San Venanzo
San Venanzo là một đô thị ở tỉnh Terni trong vùng Umbria của Ý, có cự ly khoảng 30 km về phía tây nam của Perugia và khoảng 45 km về phía tây bắc của Terni. Tại thời điểm ngày 31 tháng 12 năm 2004, đô thị này có dân số 2.324 người và diện tích là 168.8 km².
Đô thị San Venanzo có các frazioni (đơn vị trực thuộc, chủ yếu là các làng) Ospedaletto, San Marino, Pornello, San Vito, Poggio Aquilone, Civitella dei Conti, Collelungo, Rotecastello và Ripalvella.
San Venanzo giáp các đô thị: Ficulle, Fratta Todina, Marsciano, Monte Castello di Vibio, Montegabbione, Orvieto, Parrano, Piegaro, Todi.